# Серсик, Хосе Луис
Хосе Луис Серсик (исп. José Luis Sérsic; 6 мая 1933 — 19 июля 1993) — аргентинский астроном. Он изучал морфологию галактик и наиболее известен как автор закона Серсика.

## Биография
Хосе Луис Серсик родился в 1933 году в Белья-Виста, на севере Аргентины. В 1956 году окончил университет Ла-Платы и на следующий год устроился в Аргентинскую национальную обсерваторию, где изучал объекты Южного полушария небесной сферы. В 1963 году опубликовал статью, где сформулировал закон распределения поверхностной яркости галактики, в 1964 стал членом Королевского астрономического общества. В 1968 году опубликовал атлас галактик Южного полушария с важными фотометрическими и морфологическими данными. В течение трёх десятилетий преподавал в Национальном университете Кордовы.

## Память
Закон, открытый Серсиком, носит его имя. Также в его честь назван астероид (2691) Серсик.